# Metagalepsus occidentalis
Metagalepsus occidentalis es una especie de mantis de la familia Tarachodidae.

## Distribución geográfica
Se encuentra en Senegal.